# Mila (nome)
Mila  è un nome proprio di persona slavo femminile.

## Varianti
- Femminili: Milica[2], Milka[2], Militsa[3]

## Origine e diffusione
Si tratta di un diminutivo, poi passato anche all'uso indipendente, di nomi propri, talvolta composti, che contengono l'elemento mil, come Milena e Ludmila. La radice slava mil indica  "grazia", "delicatezza", "bontà d'animo", "benevolenza", "amorevolezza". In cirillico è scritto Мила. Altre fonti lo indicano anche come un possibile diminutivo del nome spagnolo Milagros.
La variante Milica non è propriamente tale, bensì un diminutivo analogo a Mila, con identico significato. Altro nome correlato è Milla, che però può anche essere un diminutivo di altri nomi come Camilla.

## Onomastico
Per la Chiesa ortodossa, l'onomastico cade il 19 luglio in ricordo di santa Milica di Serbia, madre di santo Stefano III Lazaro. Per le altre confessioni il nome è adespota, cioè non è portato da nessuna santa, quindi l'onomastico ricade il 1º novembre, festa di Tutti i Santi.

## Persone
- Mila By Night, conduttrice radiofonica italiana
- Mila De Magistris, pallanuotista italiana
- Mila Kunis, attrice e doppiatrice ucraina naturalizzata statunitense
- Mila Schön, stilista italiana
- Mila Stanic, attrice slava

### Varianti
- Milica Dabović, cestista serba
- Milica del Montenegro, principessa del Montenegro
- Milla Jovovich, modella, attrice e cantante statunitense
- Milla Sannoner, attrice italiana

## Il nome nelle arti
- Mila Hazuki è un personaggio della serie manga e anime Mila & Shiro, due cuori nella pallavolo.
- Mila di Codra, nella letteratura italiana, è la protagonista della tragedia pastorale La figlia di Iorio di Gabriele D'Annunzio.